# Kościół Najświętszego Serca Jezusa w Drobninie
Kościół Najświętszego Serca Jezusa w Drobninie – rzymskokatolicki kościół parafialny należący do parafii pod tym samym wezwaniem (dekanat rydzyński archidiecezji poznańskiej).
Grunt pod kościół i plebanię został ofiarowany przez właściciela majątku w Drobninie, Stefana Ponikiewskiego. W dniu 5 maja 1935 roku rozpoczęła się budowa świątyni, która została ukończona w październiku 1936 roku. Budowla została projektowana przez inżyniera architekta Franciszka Morawskiego. Nowy kościół został konsekrowany przez księdza prymasa Augusta Hlonda 8 listopada 1936 roku. Podczas okupacji hitlerowskiej od 1940 do 1945 świątynia była zamknięta i zamieniona na magazyn zbożowy. Po zakończeniu wojny, w 1945 roku, kościół został otwarty. Podczas urzędowania księdza Kazimierza Zacharzewskiego świątynia została odnowiona, zostały wprawione witraże, została nowocześnie urządzona zakrystia i kupione zostały nowe komplety szat liturgicznych. W 1997 roku zostało założone gazowe ogrzewanie w świątyni, w 1998 roku kościół został odwilgocony. W 1999 roku został przełożony dach na świątyni. W 2000 roku kościół został wymalowany. W 2003 roku wieża świątyni została pokryta blachą miedzianą. W 2004 roku został przeprowadzony kapitalny remont dachu nad lożą i zakrystią w kościele (wymieniono belki deski, blachy i papy). W 2005 roku została wykonana nowa kanalizacja, a także nowe schody do świątyni. W 2006 roku został kupiony nowy katafalk, naprawiony został dzwon (otrzymał nowy napęd elektryczny). W 2007 roku świątynia otrzymała nowe nagłośnienie oraz oświetlenie zewnętrzne. W 2009 roku zakończony został remont organów w kościele, zostały wykonane nowe schody w prezbiterium, kupione zostały nowe meble do zakrystii. W 2010 roku zakończona została budowa parkingu przy świątyni, a w 2015 roku zakupiono ekran i „elektronicznego organistę” do świątyni.